# 국고보조금
국고보조금은 국가의 정부에서 「보조금 관리에 대한 법률」에 근거하여 국가 외의 자가 행하는 사무 및 사업에 대하여 국가가 이를 조성하거나 재정상의 원조를 하기위해 재원을 교부하는 제도이다. 포괄보조금도 국고보조금에 속한다.

## 정의
국고보조금은 보조금 이외에 부담금, 교부금, 조성비, 장려비, 위탁금 등의 명칭으로 사용되고 있으나 이러한 각종 명칭들은 개별 실정법상 명확하게 구분되는 것이 아닌 실무적으로 사용되는 용어로서 보조금을 지칭하는 단어이다. 국고보조금은 사회복지, 공공질서 및 안전, 농림수산, 통일/외교, 문화 및 관광, 일반/지방행정, 환경, 교육, 교통 및 물류, 통신, 산업/중소기업 및 에너지, 국방, 국토 및 지역개발, 과학기술, 보건에 이르기까지 폭넓게 지원하는 보조금이다. 국고보조금의 목적은 복지분야 등 전국적 수준의 공공서비스 확보, 도로, 항만 사업 등 재정자금의 계획적/중점적인 투입, 재해 복구 사업을 통한 재해 단체에 대한 재정구제 실시, 혐오·주민기피시설 설치 등 신규사업의 보급/장려, 재정자립기반이 취약한 지방자치단체에 대한 재정 원조, 국민의 편리를 위한 지방자치단체의 국가사무 위탁, 지방재정 지원을 통한 보조사업과 단독사업의 균형유지가 되며 이런 곳에 국고보조금은 사용이 된다. 국고보조금의 기능으론 국가적인 이해관계가 있거나 국가와 지방자치단체간의 상호 이해관계에 관련된 사업들을 보다 합리적으로 효율적으로 수행하기 위한 기능을 가지고 있다. 그외에 정부 간에 존재하는 재정불균형을 완화하고 국가와 지방자치단체간에 존재하는 수직적 재정불균형을 시정하여 지방자치단체가 최소한의 행정수준을 유지하는데 필요한 행정자원을 보장하는 기능도 한다. 이러한 국고보조금의 기능은 총 3가지가 존재하는데 첫 번째는 지방정부로 하여금 특정 공공재를 국가경제의 효율성과 형평성을 지나치게 저해하지 않는 최소한의 수준 이상을 공급하도록 보장하는 기능, 두 번째는 지방정부의 행정구역을 초월하여 외부효과가 크게 나타나는 국가적 이해관계가 있는 사업을 가능케 하는 기능, 세 번째는 지방정부의 세입과 세출간의 불균형 해소 및 지역간의 재정격차 완화에 기여하는 기능으로서 이렇게 3가지의 기능들을 가지고 된다.

## 유형
국고보조금의 유형에는 다음과 같은 유형들이 있다.
- 포괄보조금
- 특정보조금
- 일반보조금
- 정률보조금
- 정액보조금
- 개방형보조금
- 폐쇄형보조금
- 부담금, 교부금
- 협의의 보조금
- 일률보조금
- 차등보조금
- 직접보조금
- 간접보조금
- 신청보조금
- 무신청보조금
- 보조금의 지원대상 기준
- 보조금의 지원내용 기준

## 같이 보기
- 보조금
- 포괄보조금
- 국가
- 정부